# Marco Rahn
Marco Rahn (* 17. April 1998 in Schwedt) ist ein deutscher Basketballspieler.

## Laufbahn
Rahn erlernte das Basketballspiel in seiner brandenburgischen Heimat bei der BG94 Schwedt, bevor er 2011 zum RSV Eintracht 1949 wechselte. Dort wurde er in die Auswahl des Brandenburgischen Basketball-Verbands berufen. Nach einer Saison wechselte er nach Thüringen zum Science City Jena und durchlief dort die Jugendleistungsmannschaften in der JBBL und der NBBL. In der Saison 2017/18 bestritt er neben Einsätzen in der zweiten Herren-Mannschaft seine ersten Profi-Spiele in der Basketball-Bundesliga und kam auf insgesamt fünf Einsätze. Im Sommer 2018 gab der ProB-Ligist ETB Wohnbau Baskets seine Verpflichtung bekannt, für die er in 16 Spielen im Schnitt 3,6 Punkte erzielte. Nach dem Abstieg der Mannschaft wechselte er zur BG Bitterfeld-Sandersdorf-Wolfen. In den Spielzeiten 2021/22 sowie 2022/23 erzielte Rahn für den Verein aus Sachsen-Anhalt Mittelwerte von rund 11 Punkten je Begegnung.
Im Sommer 2023 erfolgte der Wechsel zum Zweitligisten BBC Bayreuth. In 34 Pflichtspielen erzielte Rahn im Mittel 3,5 Punkte pro Partie für die Oberfranken. 2024 verließ Rahn die Mannschaft wieder und schloss sich dem Drittligisten Dragons Rhöndorf an. Im Sommer 2025 wechselte er innerhalb der Liga zum SSV Lokomotive Bernau.